# Évelyne Cloupet
Pour les articles homonymes, voir Cloupet.
Évelyne Cloupet (née Eychenne), née le 3 juillet 1900 à Foix et morte le 25 novembre 1985 dans la même ville, est une athlète française des années 1920 et 1930. 

## Biographie
Elle est sacrée championne de France de saut en longueur sans élan et de saut en hauteur sans élan aux Championnats de France d'athlétisme 1926, avant d'être championne de France de triathlon (100 mètres, saut en hauteur et javelot) en 1930,. 
Elle participe aux Jeux olympiques d'été de 1928, terminant quatorzième du concours de saut en hauteur.